# Rubidiumhydroxide
Rubidiumhydroxide (RbOH) is het hydroxide van rubidium. De stof komt voor als een kleurloze vaste stof, die mengbaar is met water. Het is een sterke base en bijgevolg erg corrosief. Commercieel wordt het hydroxide meestal in een waterige oplossing verkocht.

## Synthese
Rubidiumhydroxide kan worden gesynthetiseerd door reactie van rubidiumoxide met water:
{\displaystyle \mathrm {Rb_{2}O\ +\ H_{2}O\longrightarrow \ 2\ RbOH} }
Een andere mogelijkheid is de exotherme en explosieve reactie tussen water en metallisch rubidium:
{\displaystyle \mathrm {2\ Rb\ +\ 2\ H_{2}O\longrightarrow \ 2\ RbOH\ +\ H_{2}} }

## Toepassingen
Rubidiumhydroxide wordt gebruikt als uitgangsstof om andere rubidiumverbinding aan te maken. Zo reageert RbOH met alle waterstofhalogeniden tot de overeenkomstige rubidiumhalogeniden. Op industrieel niveau wordt rubidiumhydroxide weinig gebruikt, omdat natrium- en kaliumhydroxide meer voorhanden en goedkoper zijn. Het wordt voornamelijk aangewend in wetenschappelijk onderzoek, ter vervanging van het zeer dure rubidium zelf.

## Kristalstructuur
Rubidiumhydroxide is een kristallijne vaste stof met een orthorombisch kristalstelsel. Het behoort tot ruimtegroep Cmcm. De parameters van de eenheidscel bedragen:
- a = 415 pm
- b = 430 pm
- c = 122 pm